# Временное центральное правительство Вьетнама
Временное центральное правительство Вьетнама (вьет. Chính phủ Trung ương lâm thời Việt Nam) — профранцузское правительство, претендовавшее на власть над территорией Вьетнама в 1948—1949 годах.
До Второй мировой войны Вьетнам входил в состав колониальной единицы Индокитайский Союз: Кохинхина была французской колонией и находилась в ведении Министерства торговли и колоний, а Аннам и Тонкин — протекторатами, взаимоотношения с которыми осуществлялись по линии французского Министерства иностранных дел.
После Второй мировой войны 2 сентября 1945 года на всей вьетнамской территории коммунистами была провозглашена Демократическая Республика Вьетнам. 6 марта 1946 года Франция признала независимость Демократической Республики Вьетнам в составе Индокитайского Союза, а 2 июня 1946 французские колониальные власти во Вьетнаме провозгласили Автономную Республику Кохинхина. 6 июля 1946 началась франко-вьетнамская мирная конференция в Фонтенбло. Хо Ши Мин заявил о согласии на ассоциацию ДРВ с Францией и о непризнании Автономной Республики Кохинхина. Однако в конце 1946 года началась Индокитайская война.
В 1947—1948 годах Франция, стараясь найти политическое решение конфликта, решила сделать ставку на националистов. Начались переговоры с проживавшим в Гонконге бывшим императором Бао Даем, но тот отказывался возвращаться до разрешения вопроса с Кохинхиной.
27 мая 1948 года президент Кохинхины Нгуен Ван Суан сформировал Временное центральное правительство Вьетнама, взявшее под своё управление Аннам и Тонкин помимо Кохинхины. 5 июня 1948 года в бухте Халонг на борту французского крейсера Нгуен Ван Суан и французский верховный комиссар Эмиль Боллаэр в присутствии Бао Дая подписали соглашение о том, что Франция признает независимость Вьетнама (который будет образован путём объединения трёх территорий) в составе Французского Союза, ассоциированным членом которого он останется.
23 апреля 1949 года Территориальная ассамблея Кохинхины проголосовала за вхождение в состав Вьетнама; это решение было ратифицировано французским парламентом 20 мая. 14 июня было провозглашено создание Государства Вьетнам.